# 天野元之助
天野 元之助（あまの もとのすけ、1901年2月22日 - 1980年8月9日）は、日本の中国経済史学者。大阪市立大学文学部教授を経て、追手門学院大学名誉教授。

## 経歴
1901年、大阪市生まれ。1926年に京都帝国大学経済学部を卒業。卒業後は満鉄調査部に入り、満州、山東省、華中、海南島などで農村調査に従事し、同時に古典農書の研究も行った。
1945年に太平洋戦争が終結するが、1946年に中国長春鉄路公司科学研究所経済調査局に主任研究員として留用されることが決定。同研究所に勤務し、1948年に日本へ帰国。帰国後は京都大学人文科学研究所に入り、中国農業史を研究した。1951年、学位論文『中国農業経済要論』を京都大学に提出して経済学博士の学位を取得。1955年、大阪市立大学に東洋史学専修が創設されるにあたり、同大学文学部教授となる。創設当初、北アジア史は鴛淵一、中国明清史は中山八郎、中国古代史は佐藤武敏で構成された。1964年に定年退官し、追手門学院大学となった。追手門学院大学退任後は同大学名誉教授。

## 受賞・栄典
- 1963年：『中国農業史研究』で日本学士院賞を受賞[3]。

## 著作

### 著書
- 『満洲経済の発達』南満洲鉄道 1932
- 『支那農業経済論 上,中巻』改造社 1940-1942
- 『支那に於ける米の流通機構と其の流通費用 支那農業経済論の一齣』東亜経済研究所 1941
- 『支那農村襍記』生活社 1942
- 『中国農業の諸問題』技報堂 1952‐53
- 『中国農業史研究』御茶の水書房 1962
- 『中国の土地改革』アジア経済研究所 1962
- 『現代中国経済史』雄渾社 1967
- 『中国古農書考』竜渓書舎 1975
- 『中国農業経済論』龍渓書舎 1978
- 『中国社会経済史 第1巻 (殷・周之部)』開明書院 1979
- 『中国農業の地域的展開』龍渓書舎 1979

### 編著
- 『現代中国経済論』編 ミネルヴァ書房 1961

### 翻訳
- 陶希聖『支那に於ける婚姻及び家族史』訳補 生活社 1939
- 陶希聖『西漢経済史』生活社 1940
- 華崗『五・四運動史 植民地化とのたたかい』池田誠,河地重造共訳 創元社 1952